# Rafael Carioca
Rafael de Souza Pereira (Rio de Janeiro, 18 juni 1989) is een Braziliaans voetballer die doorgaans als defensieve middenvelder speelt. Hij verruilde Clube Atlético Mineiro in augustus 2017 voor Tigres UANL.

## Clubcarrière
Rafael sloot zich in 2006 aan bij Grêmio. Twee jaar later debuteerde hij voor de club uit Porto Alegre in de Braziliaanse Série A. In totaal speelde hij 37 competitieduels voor Grêmio. In januari 2009 werd hij voor een bedrag van 4,7 miljoen euro verkocht aan Spartak Moskou. In zijn eerste seizoen in de Russische hoofdstad kwam hij tot 23 competitieduels. In 2010 werd hij verhuurd aan Vasco da Gama. Eenmaal terug bij Spartak Moskou veroverde hij een basisplaats.
1 Guzmán ·
2 Jiménez ·
3 Juninho  ·
4 Ayala ·
5 Carioca ·
6 Torres Nilo ·
8 Zelarayán ·
9 Vargas ·
10 Gignac ·
13 Valencia ·
14 Estrada ·
15 Kolodziejczak ·
16 R. Torres ·
17 J.F. Torres ·
18 Sosa ·
19 Vásquez ·
20 Aquino ·
21 Meza ·
23 Díaz ·
24 Cruz ·
25 Damm ·
26 Celaya ·
27 Acosta ·
28 Rodríguez ·
29 Dueñas ·
30 Ortega ·
31 Martínez ·
32 Ibarra ·
33 Quintanilla ·
35 Durán ·
36 Fernández ·
Coach: Ferretti